# Верхний Талман
Верхний Талман — деревня в Талицком городском округе Свердловской области, Россия.

## Географическое положение
Деревня Верхний Талман муниципального образования «Талицкого городского округа» Свердловской области находится на расстоянии 32 километров (по автотрассе в 44 километрах) к северо-востоку от города Талица, на правом берегу реки Юшала (левый приток реки Пышма). В окрестностях деревни, в 0,5 километрах расположено болото Буньково.

## Население
| 2002 | 2010 | 2021 |
| ---- | ---- | ---- |
| 160  | ↘134 | ↘86  |